# Jeremiah Farrell
Pour les articles homonymes, voir Farrell.
Jeremiah Farrell, né le 12 décembre 1937 à Hastings, dans le Nebraska et mort le 4 juillet 2022, est un professeur de mathématiques émérite de l'université Butler, située à Indianapolis, dans l'Indiana. Verbicruciste passionné par les mathématiques récréatives, il est notamment connu pour être l'auteur de la grille de mots croisés la plus célèbre - et controversée lors de sa publication - du quotidien américain The New York Times, parue dans l'édition du 5 novembre 1996, jour de l'élection présidentielle américaine.

## Biographie

### Enfance et jeunesse
Jeremiah (Jerry) Farrell est né à Hastings, dans le Nebraska. Passionné par la physique et la chimie dès son plus jeune âge, Jeremiah Farrell étudie les mathématiques, la physique et la chimie à l'université du Nebraska à Lincoln au début des années 1960. Très influencé par les travaux du mathématicien Martin Gardner et passionné par sa chronique mensuelle « Mathematical Games » dans la revue Scientific American, c'est à cette époque qu'il s'intéresse au domaine des puzzles et des mathématiques récréatives.

### Verbicrucisme
Auteur régulier de grilles de mots croisés pour le quotidien new-yorkais, il exerce ses talents de verbicruciste pour différents autres quotidiens et magazines.
Jeremiah Farrell est notamment connu pour être l'auteur d'une des grilles de mots croisés les plus célèbres du quotidien américain The New York Times, parue dans l'édition du 5 novembre 1996, jour de l'élection présidentielle,,,,,,. Cette grille est un puzzle de Schrödinger : elle avait la propriété d'avoir plusieurs réponses possibles à l'une des définitions horizontales, les deux réponses correspondant au nom des deux candidats à l'élection, BOB DOLE et CLINTON,,. Toutes les définitions verticales traversant le mot fonctionnaient, celles-ci ayant également deux réponses possibles,,. La grille de mots croisés crée une controverse ; Will Shortz, responsable de la rubrique des mots croisés du New York Times, est harcelé, le jour de la parution de la grille, d'appels téléphoniques de lecteurs décontenancés et mécontents, les lecteurs ayant trouvé CLINTON comme réponse accusant le journal d'être présomptueux et partisan, les lecteurs ayant trouvé BOBDOLE accusant le journal de prédire une énorme erreur.
Ce n'est pas la première grille de ce type dont Jeremiah Farrell est l'auteur ; lors de l'élection présidentielle américaine de 1980 opposant Jimmy Carter à Ronald Reagan, Farrell conçoit une grille avec une définition à deux réponses possibles - REAGAN et CARTER. Il propose sa grille au New York Times qui la rejette, mais est potentiellement acceptée par le magazine GAMES dont Will Shortz est alors l'éditeur,. Malheureusement, GAMES étant un journal bimestriel, la publication de la grille après l'élection ne présentant aucun intérêt, elle n'est finalement pas publiée.
Il est éditeur et rédacteur en chef de Word Ways, un magazine trimestriel traitant des jeux de mots.

### Mémoire deMartin Gardner
Jeremiah Farrell, fortement influencé par le mathématicien Martin Gardner durant sa jeunesse, a entretenu des liens et une correspondance régulière avec celui-ci, notamment dans les années 1970 et 1980. Il est le fondateur, avec son ami Tom Rodgers, de la conférence et de la fondation Gatherings for Gardner, célébrant les travaux et la mémoire du mathématicien ; cette conférence se déroule tous les deux ans à Atlanta,.